# پل بنجامین فرانکلین

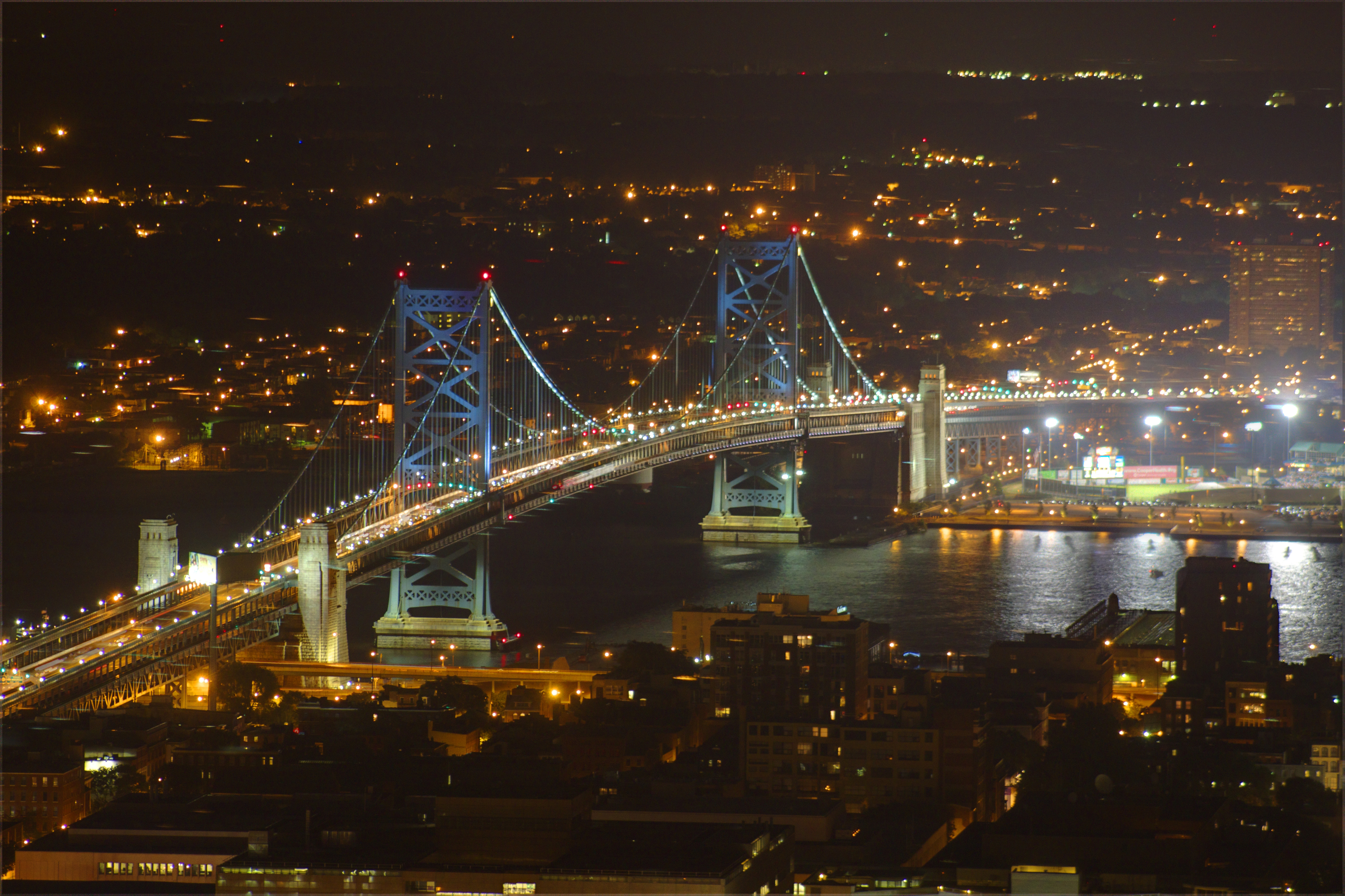
تصویر پل بنجامین فرانکلین در شب

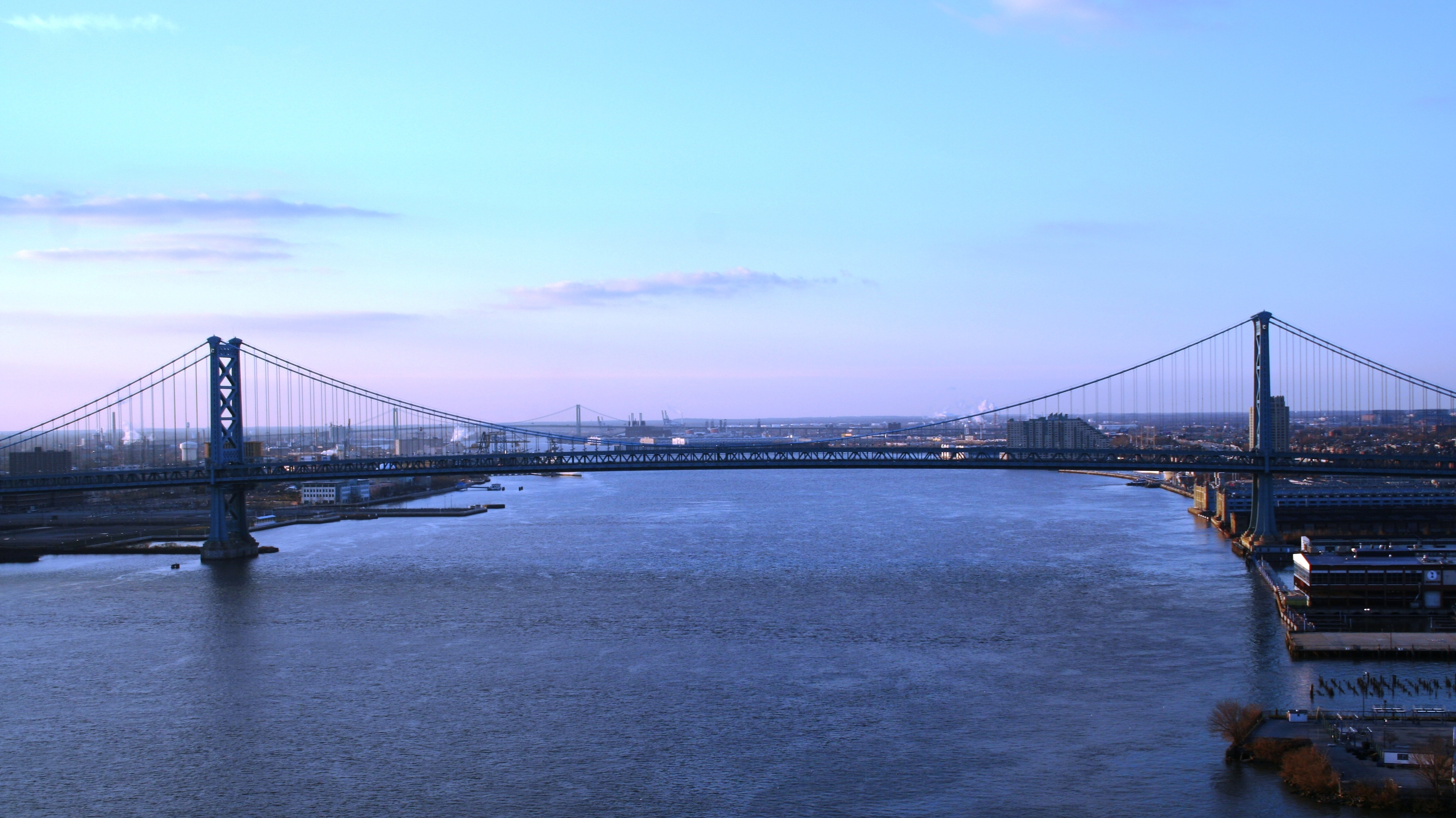
پل بنجامین فرانکلین

پل بنجامین فرانکلین (به انگلیسی: Benjamin Franklin Bridge) که با نام پل بن فرانکلین نیز شناخته می‌شود یک پل معلق بر روی رودخانه دلاویر در آمریکا است. این پل فیلادلفیا در پنسیلوانیا را به کمدن در نیوجرسی متصل می‌کند. این پل در ۱ ژوئیه ۱۹۲۶ بازگشایی شد. طول کلی پل ۲۹۱۸ متر و طول بزرگترین دهانه آن ۵۳۳ متر و عرض آن ۳۹ متر است.